# Acanthopharynx brachycapitata
Acanthopharynx brachycapitata is een rondwormensoort uit de familie van de Desmodoridae. De wetenschappelijke naam van de soort is voor het eerst geldig gepubliceerd in 1947 door Allgén.